# WEC 48
WEC 48: Aldo vs. Faber（ダブリューイーシー・フォーティエイト：アルド・ヴァーサス・フェイバー）は、アメリカ合衆国の総合格闘技団体「WEC」の大会の一つ。2010年4月24日、カリフォルニア州サクラメントのアルコ・アリーナで開催された。大会の正式名称はAldo vs. Faber。

## 大会概要
WEC初のPPV大会となった今大会はフェザー級とライト級の2階級でタイトルマッチが行われた。メインイベントのフェザー級タイトルマッチでは、WEC 44でマイク・ブラウンに勝利し王者となっていたジョゼ・アルドの初防衛戦が行われた。アルドは開催地カリフォルニア出身で元フェザー級王者のユライア・フェイバーと対戦、5ラウンド戦っての判定勝ちで初防衛を果たした。
またセミファイナルではライト級タイトルマッチが行われ、WEC 43の同級暫定王座決定戦で対戦していたベン・ヘンダーソンとドナルド・セラーニの再戦となった。この時に判定勝ちし暫定王座に就いたヘンダーソンは、その後WEC 46で正規王者のジェイミー・ヴァーナーを破り第6代王座に就いていた。試合は1ラウンドにヘンダーソンがギロチンチョークで一本勝ちを収め初防衛に成功している。
第9試合は前フェザー級王者マイク・ブラウンの王座陥落以来の復帰戦であり、UFCから移籍しフェザー級転向後2連勝中のマニー・ガンブリャンと対戦した。試合はガンブリャンが1ラウンド2分22秒のKO勝ちでフェザー級王座に一歩前進、後にWEC 51での王者アルドへの挑戦が決定した。
また第6試合で行われたレオナルド・ガルシア vs. ジョン・チャンソンは激しい打撃戦となり、同大会のファイト・オブ・ザ・ナイトとなると同時に、スポーツ・イラストレイテッド誌が選ぶ2010年上半期のベストファイトに選出された。
キャリア10戦全勝のデメトリアス・ジョンソンがWECデビュー。

### カード変更
- 当初予定されていたカマル・シャロルス vs. ジェイミー・ヴァーナー[15]はシャロルスの怪我で[16]後発のWEC 49に延期となった[17]。
- アレックス・カラレクシスとの対戦が決定していたザック・ミックルライトは足首の負傷で欠場し[18]、アンソニー・ペティスが代役で出場した[19]。
- アントニオ・バヌエロスと対戦予定であったダマッシオ・ペイジが欠場したため、バヌエロスはスコット・ヨルゲンセンとのWEC 41以来の再戦となった[20]。
- ジョン・チャンソンの当初の対戦相手カブ・スワンソン[21]の負傷欠場のため、レオナルド・ガルシアが代役で出場した[22]。
- 当初はマッケンス・セメルジエールとアンソニー・モリソンの対戦が決定していたが[23]、セメルジエールが欠場し[24]、チャド・メンデスがモリソンと対戦した[25]。

### UFCによるプロモート
WEC社長のリード・ハリスではなくUFC代表のダナ・ホワイトがプロモートの責任者を務めた。またリングアナウンサーをブルース・バッファーが務め、放送席もマイク・ゴールドバーグとジョー・ローガンというUFCと同じ顔ぶれとなった。

### WECブランドの不使用
大会の宣伝広告や、Spikeでの前座試合の無料放送やPPV放送において、「WEC」ブランドの名称は使用されなかった。例外は初期に作られたポスターやジョー・ローガンの放送中の一度の発言、チャンピオンベルトに刻印されたWECのロゴマークのみにとどまり、選手グローブやケージにもロゴマークは使用されなかった。

## 試合結果

### プレリミナリィカード
第1試合 フェザー級 5分3R
○  テイラー・トナー vs.  ブランドン・ヴィッシャー ×
1R 2:36 TKO（レフェリーストップ：グラウンドの肘打ち）
第2試合 バンタム級 5分3R
○  水垣偉弥 vs.  ハニ・ヤヒーラ ×
3R終了 判定3-0（29-28、30-27、29-28）
第3試合 フェザー級 5分3R
○  チャド・メンデス vs.  アンソニー・モリソン ×
1R 2:13 ギロチンチョーク
第4試合 バンタム級 5分3R
○  ブラッド・ピケット vs.  デメトリアス・ジョンソン ×
3R終了 判定3-0（30-27、30-27、29-28）

### Spike中継カード
第5試合 ライト級 5分3R
○  アンソニー・ペティス vs.  アレックス・カラレクシス ×
2R 1:35 三角絞め
第6試合 フェザー級 5分3R
○  レオナルド・ガルシア vs.  ジョン・チャンソン ×
3R終了 判定2-1（29-28、28-29、29-28）

### メインカード
第7試合 バンタム級 5分3R
○  スコット・ヨルゲンセン vs.  アントニオ・バヌエロス ×
3R終了 判定3-0（29-28、29-28、29-28）
第8試合 ライト級 5分3R
○  シェーン・ローラー vs.  アンソニー・ジョクアーニ ×
1R 3:22 チョークスリーパー
第9試合 フェザー級 5分3R
○  マニー・ガンブリャン vs.  マイク・ブラウン ×
1R 2:22 KO（右フック→パウンド）
第10試合 WEC世界ライト級タイトルマッチ 5分5R
○  ベン・ヘンダーソン vs.  ドナルド・セラーニ ×
2R 1:57 ギロチンチョーク
※ヘンダーソンが王座の初防衛に成功。
第11試合 WEC世界フェザー級タイトルマッチ 5分5R
○  ジョゼ・アルド vs.  ユライア・フェイバー ×
5R終了 判定3-0（49-45、49-45、50-45）
※アルドが王座の初防衛に成功。

### 各賞
ファイト・オブ・ザ・ナイト：レオナルド・ガルシア vs. ジョン・チャンソン
ノックアウト・オブ・ザ・ナイト：マニー・ガンブリャン
サブミッション・オブ・ザ・ナイト：ベン・ヘンダーソン
各選手にはボーナスとして65,000ドルが支給された。